# آزمون شیلر
آزمون شیلر یا تست شیلر (انگلیسی: Schiller's test) که به آن آزمایش ید شیلر هم می‌گویند، یک آزمایش پزشکی است که در آن محلول ید روی ترشحات دهانه رحم به منظور تشخیص سرطان دهانه رحم ریخته می‌شود.
آزمون شیلر برای تشخیص سرطان دهانه رحم اختصاصی نیست، زیرا نواحی التهابی، زخم و کِراتوز نیز ممکن است با ید رنگ نگیرند.
آزمون شیلر به نام پزشک اتریشی-آمریکایی والتر شیلر نام‌گذاری شده است.